# Žvýkačka

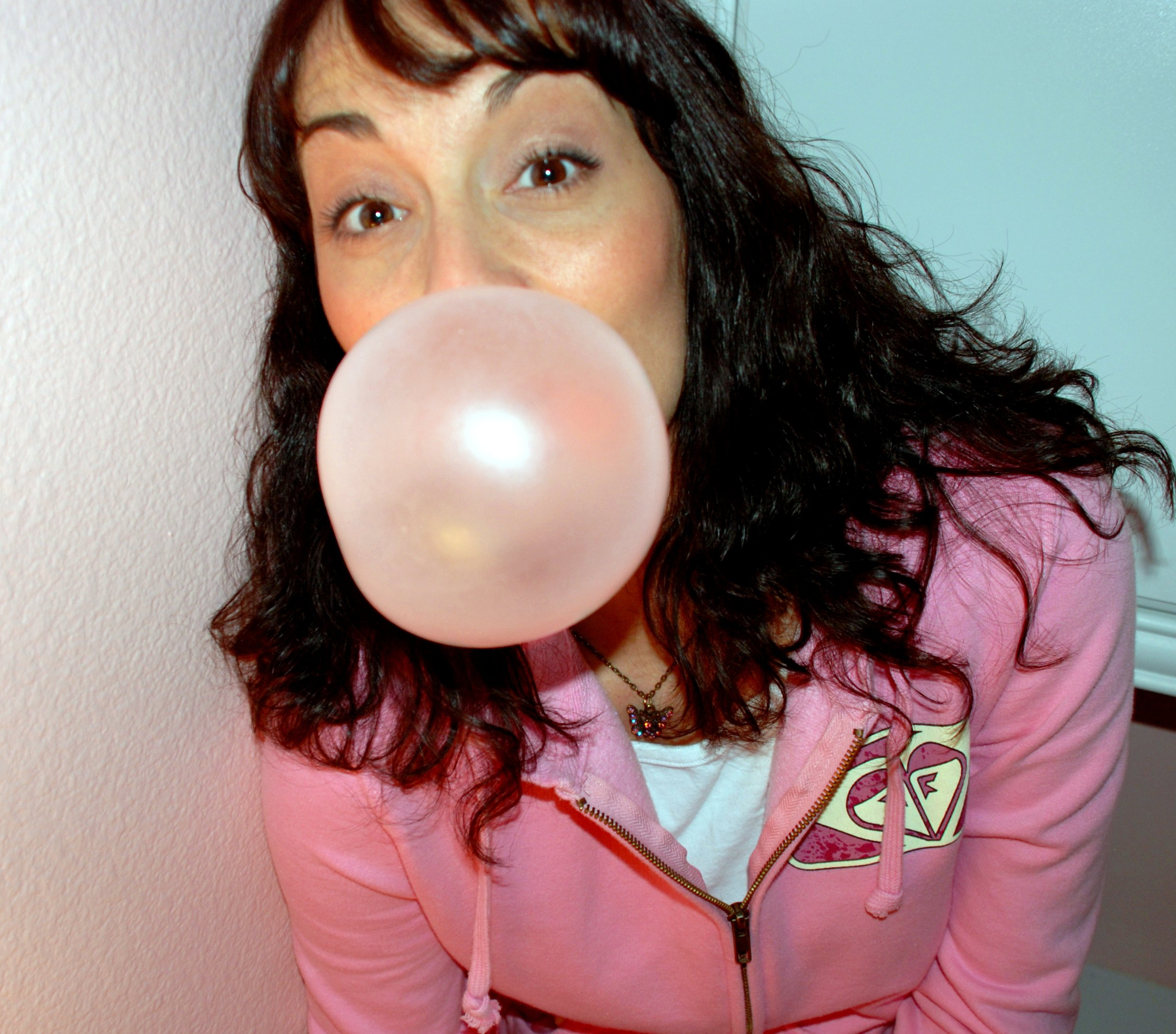
Bublina vytvořená žvýkačkou

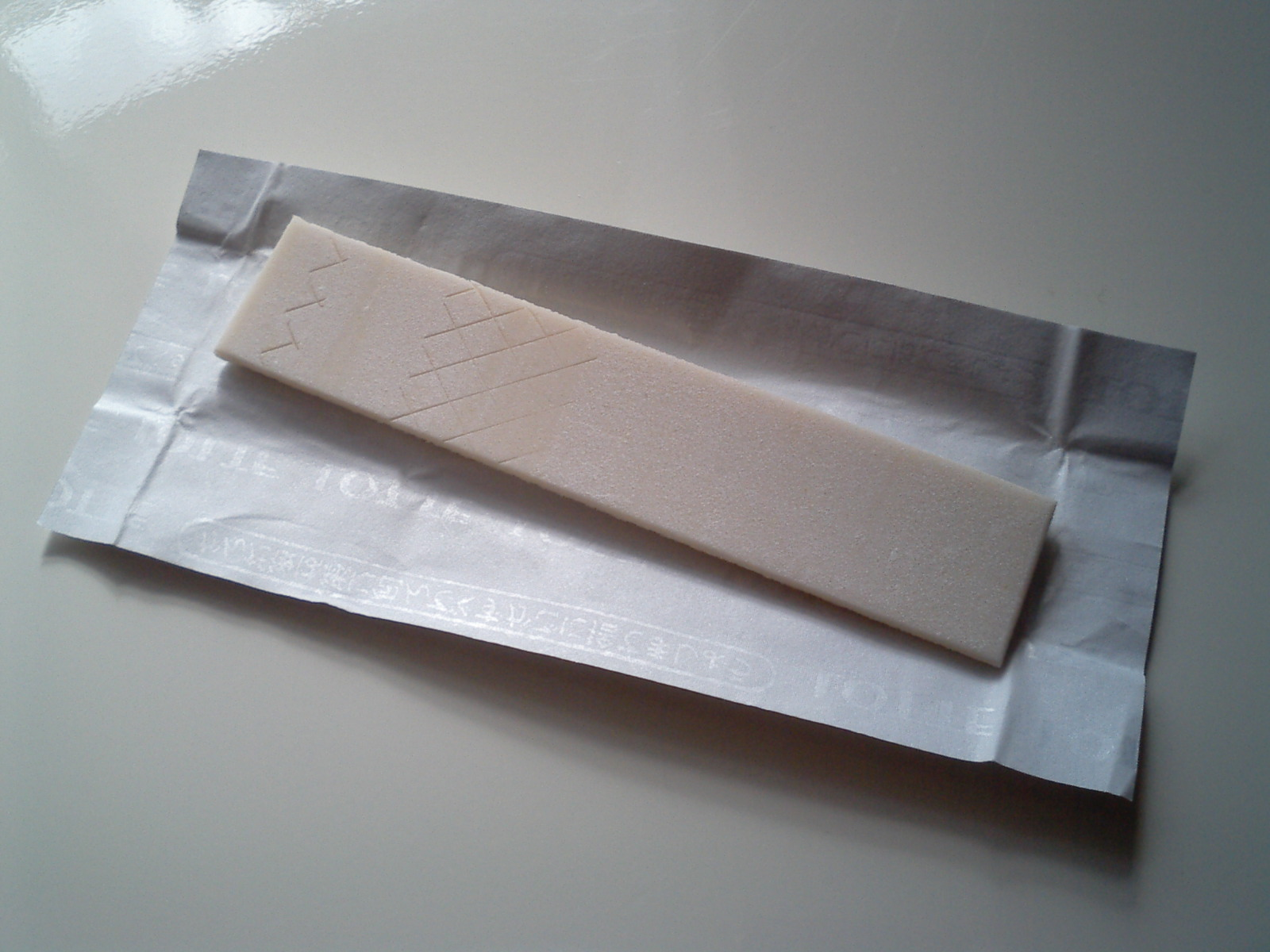
Plátek žvýkačky

Žvýkačka nebo také žvýkací guma je speciální druh gumy určený pro žvýkání, který se někdy řadí mezi sladkosti. Žvýkačka se oproti jiným sladkostem nekonzumuje, ale pouze se v ústní dutině žvýká mechanickými pohyby dolní čelisti, což má za následek uvolňování látek vytvářejících chuť a vůni.

## Historie
Žvýkačka obecně není vynález dnešní doby. V západním Švédsku našli archeologové žvýkačku starou 9 000 let a stopy po zubech ukázaly, že ji žvýkal teenager z doby kamenné. Zatím se jedná o nejstarší nalezenou žvýkačku na světě. Byla vyrobena z pryskyřice slazené medem. Také starověcí Řekové žvýkali pryskyřici. Jednak pro svěžejší dech a také při problémech se zažíváním.
O první komerční žvýkačku a první továrnu na žvýkačky na světě se zasloužil John Curtis v roce 1848. Za zakladatele moderních průmyslově vyráběných žvýkaček je považován Thomas Adams, zakladatel firmy Amercan Chicle Company. K výrobě žvýkaček použil čikle, přírodní gumu získávanou ze zapoty obecné. V roce 1871 si ve Spojených státech amerických patentoval stroj na výrobu žvýkaček. Do Evropy a světa se žvýkačky rozšířily během první světové války, kdy byly součástí potravinových balíčků pro americké vojáky.
V současnosti[kdy?][kde?] jsou žvýkačky populární zejména mezi mládeží a vyrábějí se v celé řadě chutí od mentolové, pepermintové, s příchutí ovoce a mnoho dalších. Mezi speciální žvýkačky patří nikotinové žvýkačky, uvolňující nikotin do organismu, což by mělo pomáhat odvykání kouření. V posledních letech začíná být také velký zájem o zdravé žvýkačky, které neobsahují zdraví škodlivé ingredience. 

## Složení
Kromě vlastní „gumové“ hmoty jsou součástí žvýkaček barviva, aromatizující látky, cukry nebo umělá sladidla (aspartam, acesulfam K, sukralóza), syntetické příchutě a konzervanty, antioxidanty (např. BHA, BHT), barviva (kyselina karmínová, brilantní modř) a celá řada dalších chemických látek.
Kaučukovité vlastnosti (pružnost, tažnost) žvýkačkám propůjčuje polyisobutylen, případně se k výrobě používají i jiné kaučuky.
K zásadní změně složení žvýkaček došlo během 2. světové války, kdy výrazně vzrostla výroba žvýkaček, které byly dodávány americkým vojákům. Jak se mezinárodní prodej žvýkačky zvýšil, sapodilly, které produkovaly chicle, začaly trpět nadměrnou těžbou. To vedlo k vývoji syntetické gumové báze a novým způsobům výroby, které měly trvalé účinky po 2. světové válce. Původně přírodní gumová báze byla nahrazena syntetickou.

## Přírodní typy žvýkaček
Na světě existují různé typy žvýkaček, které jsou vyráběné z přírodních gum. Jsou to např.:
- sorva gum – vařená klovatina druhů rodu Couma (např. Couma macrocarpa, C. rigida, C. utilis) pěstovaných v Jižní Americe
- jelutong či djelutong – vařená klovatina s přídavkem kyseliny z dyery (Dyera costulata) pocházející z jihovýchodní Asie
- coquirana – z klovatiny druhu Ecclinusa balata z povodí Amazonky, která koaguluje na vzduchu
- massaranduba – z klovatiny druhu 'Manilkara elata, přirozeně rostoucího na východě Brazílie